# Bruce Wasserstein
Pour les articles homonymes, voir Wasserstein.
Bruce Wasserstein, né le 25 décembre 1947 à Brooklyn (New York) et mort le 14 octobre 2009, est un financier américain, fondateur de la banque d'affaires Wasserstein Perella (en), puis artisan de la transformation de Lazard où il a été président-directeur général de 2001 à 2004.

## Biographie
Né à Brooklyn (New York) dans une famille de cinq enfants, de Morris Wasserstein, riche homme d'affaires dans le textile, et de sa femme, Lola Schleifer Wasserstein.
Il avait deux sœurs : l'une est la femme d'affaires pionnière Sandra Meyer et l'autre est Wendy Wasserstein, qui a remporté le prix Pulitzer. Son grand-père maternel était Simon Schleifer, un important auteur dramatique juif polonais qui a immigré à Paterson (New Jersey) et est devenu le directeur d’une école hébraïque.
Bruce Wasserstein est diplômé de l'Université du Michigan, de la Harvard Business School, et de la Harvard Law School. Il commence sa carrière comme avocat dans le cabinet Cravath, Swaine & Moore (en). Il devient ensuite co-dirigeant de First Boston Corp. En 1988, avec Joseph Perella (en), il quitte First Boston Corp et fonde la banque d'investissement Wasserstein Perella & Co. (en), qu'il revend en 2000 à la Dresdner Bank pour 1,4 milliard de dollars.
En 2001, il quitte la structure Dresdner Kleinwort Wasserstein pour diriger la banque Lazard.
En 2004, via sa holding Wasserstein & Co., il fait l'acquisition du New York Magazine. En juillet 2007, il vend American Lawyer Media (en) pour 360 millions de dollars.
En 2007, il fait une donation de 25 millions de dollars à la faculté d'Harvard pour une extension du campus qui fut baptisée le hall Wasserstein.
En octobre 2009, Bruce Wasserstein est hospitalisé alors dans un état d'arythmie cardiaque, et décède quelques jours plus tard, le 14 octobre 2009.

## Ouvrages
- (en) Wasserstein, Bruce, Big Deal : Mergers and Acquisitions in the Digital Age, New York, Warner Books, 1998, 927 p. (ISBN 978-0-446-52268-7, LCCN 97039165)
- (en) Wasserstein, Bruce, Big Deal : The Battle for the Control of America's Leading Corporations, New York, Warner Books, 1988, 960 p., poche (ISBN 978-0-446-67521-5)
- (en) Wasserstein, Bruce, Corporate Finance Law : A Guide for the Executive, New York, McGraw-Hill, 1978, 296 p. (ISBN 978-0-07-068423-2)
- (en) Wasserstein, Bruce et Mark J. Green, With Justice for Some : An Indictment of the Law by Young Advocates, Boston, Beacon Press, 1970, 400 p., poche (ISBN 978-0-8070-0541-5, OCLC 415250, LCCN 70136235)